# The Presidents of the United States of America
The Presidents of the United States of America (ocasionalmente referidos como PUSA, The Presidents ou Pot USA) eram uma banda americana de power trio de rock alternativo. A banda se formou em Seattle, Washington, em 1993, e se desfez em 2016.

## Discografia
- The Presidents of the United States of America (1995)
- II (1996)
- Freaked Out and Small (2000)
- Love Everybody (2004)
- These Are the Good Times People (2008)
- Kudos to You (2014)

## Galeria de imagens

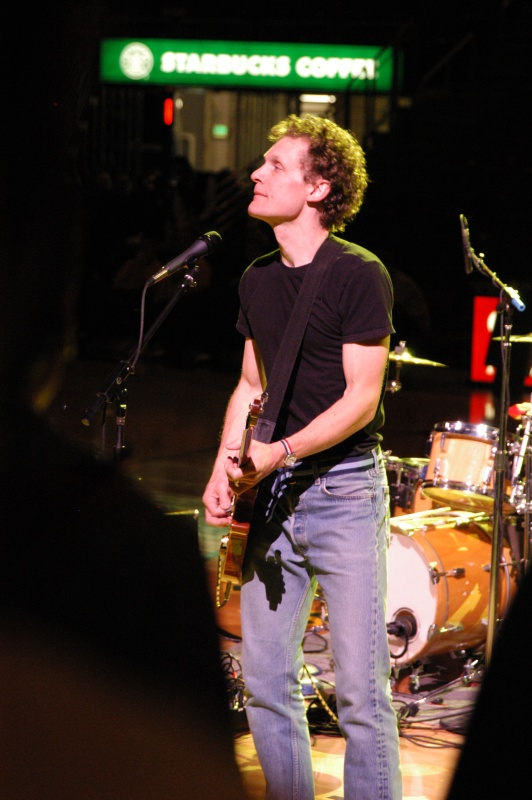
Dave Dederer em 2004
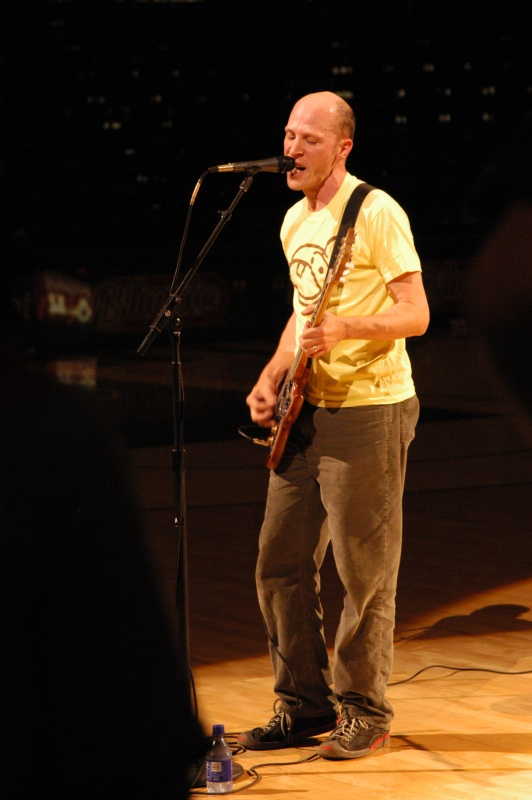
Chris Ballew em 2004
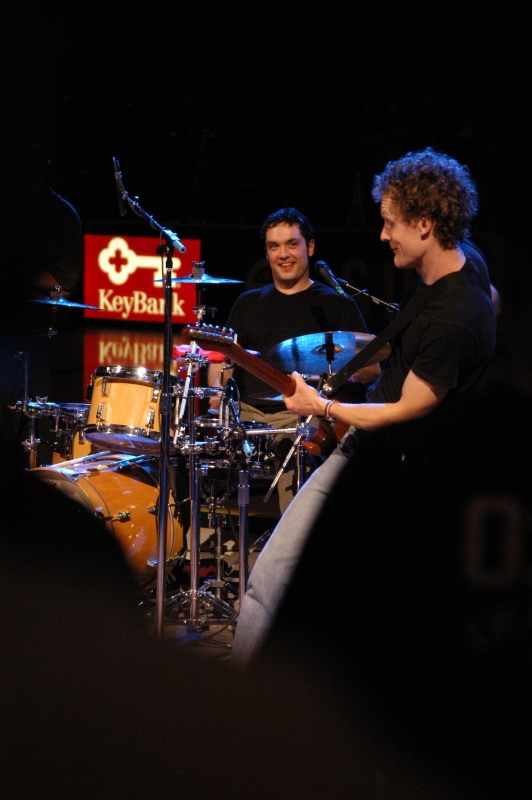
Jason Finn and Dave Dederer